# Клодиус Бомбарнак
«Клодиус Бомбарнак» (фр. Claudius Bombarnac) — приключенческий роман Жюля Верна, написанный в 1893 году. Полное название книги на русском языке: «Клодиус Бомбарнак. Записная книжка репортёра об открытии большой Трансазиатской магистрали (Из России в Пекин)». По мнению известного специалиста по творчеству Верна Даниэля Компера, роман может рассматриваться как своего рода пародия на «Вокруг света за 80 дней».

## Сюжет
Клодиус Бомбарнак, журналист газеты «XX век», получает задание описать путешествие по большой Трансазиатской магистрали (железной дороге), начинающейся в Узун-Ада, проходящей через российский и китайский Туркестан и заканчивающейся в Пекине. В пути он знакомится с интересными людьми разных национальностей, такими как немецкий барон Вейсшнитцердёрфер, пытающийся побить мировой рекорд скорости путешествия вокруг света за 39 дней, и влюблённый безбилетный (путешествующий в ящике) румын Кинко, который впоследствии спасает всех пассажиров и экипаж поезда, становясь второстепенным героем бомбарнакского репортажа.

Карта дороги из первого издания книги художника Леона Беннета
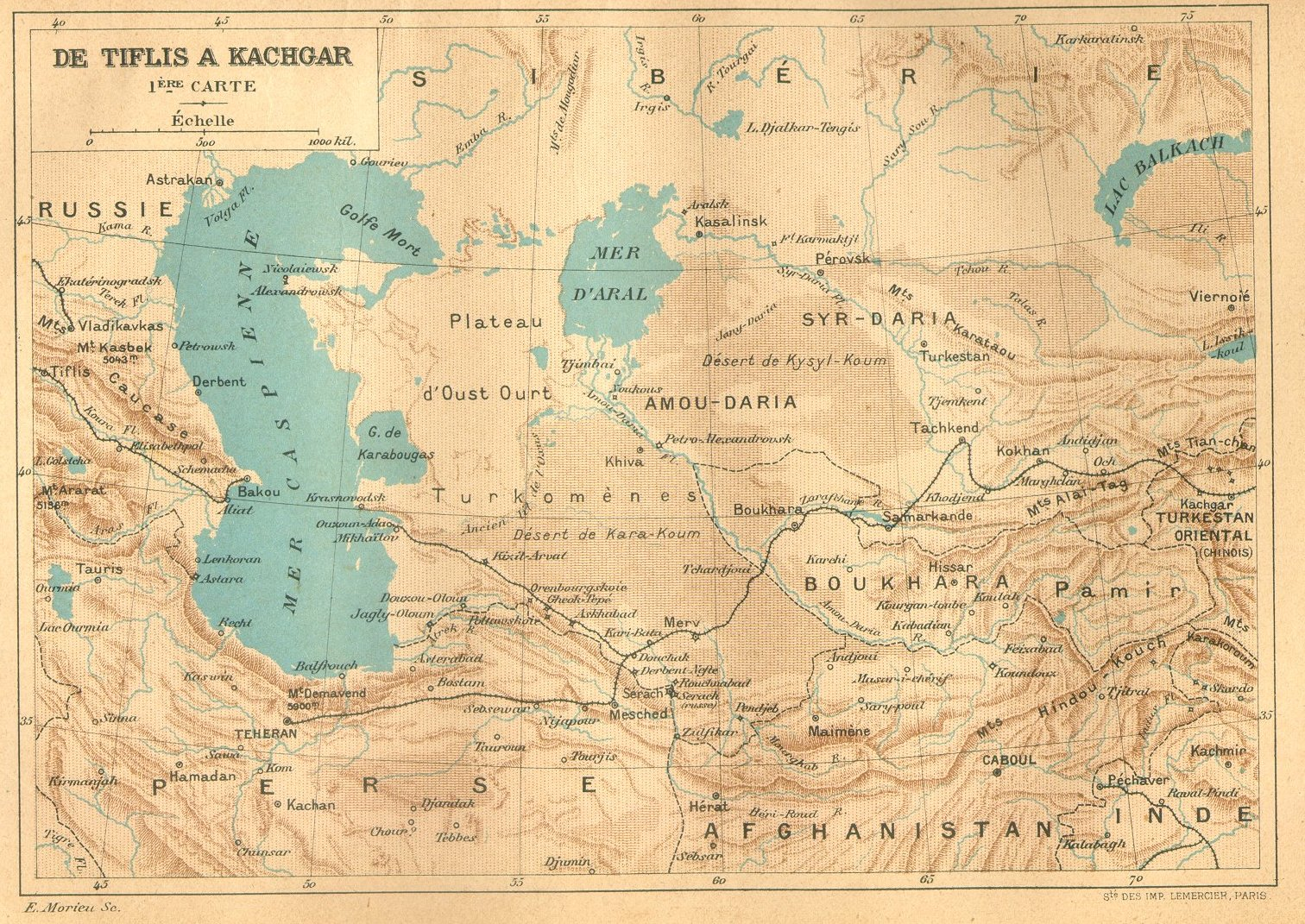
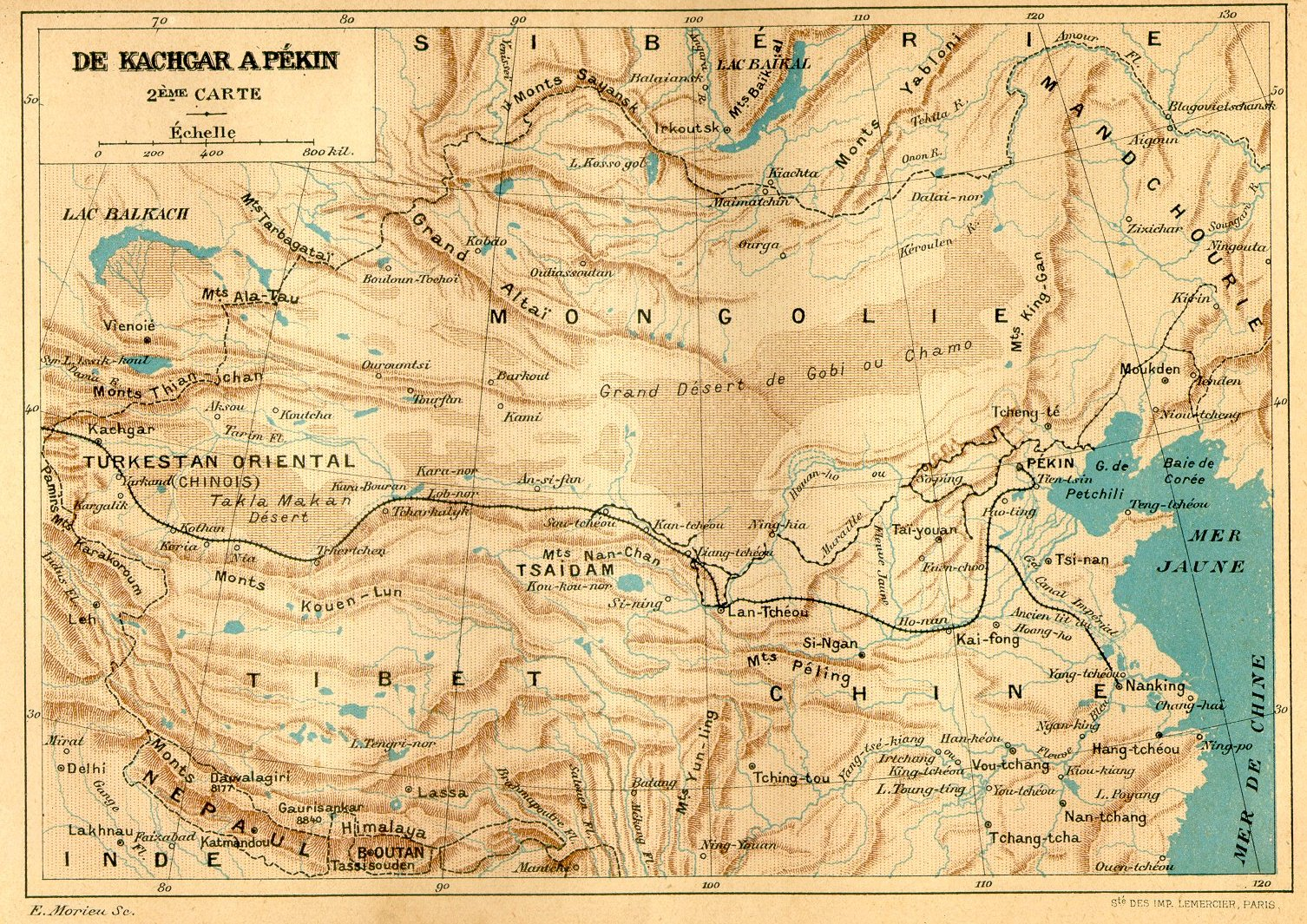

## Создание романа
На написание романа, посвящённого Закаспийской железной дороге, Жюля Верна вдохновили снимки и рассказы французского фотографа Поля Надара.
Большая Трансазиатская магистраль (железная дорога) была выдумана автором, так как ко времени написания романа, российская Закаспийская железная дорога не доходила до Коканда (тогда присоединённого к Российской империи) и не была связана с Китайской железной дорогой.

## Переводы на русский язык
Под названием «Клавдий Бомбарнак» роман был опубликован в томе XLVIII собрания сочинений Жюля Верна, выпущенного издателем Сойкиным в 1906—1907 г. Другой известный русский издатель Сытин выпустил в 1917 г. сокращенную версию романа. В советское время книгу переводил литературовед Евгений Брандис; его версия впервые вышла в 1961 г. Новый перевод Н. И. Немчиновой был опубликован в 1998 г.